# José Vicente Rangel
Pour les articles homonymes, voir Rangel.
José Vicente Rangel Vale, né le 10 juillet 1929 à Caracas et mort le 18 décembre 2020 dans la même ville, est un avocat, journaliste et homme d'État vénézuélien.
Il est candidat à la présidence de la République à trois reprises dans les années 1970 et 1980, puis a soutenu Hugo Chávez. Il est successivement ministre des Relations extérieures, ministre de la Défense puis vice-président de la République.